# Капка, Дмитрий Леонтьевич
Дми́трий Лео́нтьевич Ка́пка (настоящая фамилия Капкунов) (24 октября [7 ноября] 1898, Киев — 25 октября 1977, там же) — советский актёр театра и кино. Заслуженный артист Украинской ССР (1957).

## Биография
Родился 24 октября (7 ноября по новому стилю) 1898 года в Киеве в семье рабочих. Участник гражданской войны (1918—1921), работал полпредом Украинской ССР в Польше (до 1924 г.). В 1923 году окончил экранное отделение Высших кинокурсов в Варшаве. Играл в Киевском театре под руководством П. Саксаганского (1917). В кино с 1923 года.
- В 1924—1925 гг. — актёр ансамбля «Думка».
- С 1925 г. — актёр украинских киностудий.
- В 1935—1937 гг. — актёр Киевского театра им. И. Франко.,

Последние годы проживал на Лесном массиве Киева.
Умер 24 октября 1977 года в Киеве. Похоронен на Лесном кладбище Киева.

## Фильмография
- 1924 — Остап Бандура — крестьянин
- 1926 — В когтях советской власти — певец
- 1926 — Вася-реформатор (короткометражный) — завхоз Шелухасиндиката
- 1926 — Микола Джеря — Матня
- 1926 — Мисс Менд — пассажир
- 1926 — Подозрительный багаж — сыщик Смит
- 1926 — Ягодка любви — продавец игрушек
- 1927 — В погоне за счастьем — Иван
- 1927 — Сумка дипкурьера — пассажир
- 1927 — Черевички — чёрт
- 1928 — Октябрюхов и Декабрюхов — гость на свадьбе
- 1929 — Шкурник — генерал
- 1930 — Жизнь в руках — тракторист
- 1930 — По ту сторону — белогвардеец
- 1930 — Хлеб — дед-перерожденец
- 1930 — Червонцы (короткометражный) — красный казак
- 1931 — Итальянка — станционный сторож
- 1931 — Фронт — шахтер
- 1938 — Богатая невеста — бригадир
- 1938 — Сорочинская ярмарка — чёрт / бурсак / дедок
- 1939 — Всадники — поп / партизан / немец
- 1939 — Шуми  городок — Сигнальщик
- 1940 — Будни — летчик
- 1940 — Майская ночь — Софрон
- 1940 — Пятый океан — гитарист
- 1941 — Богдан Хмельницкий — казак Кожух
- 1942 — Как закалялась сталь — петлюровский офицер
- 1942 — Маяк (короткометражный) — немецкий солдат
- 1945 — В дальнем плавании — матрос Иван Свистунов, в титрах — Свидунов
- 1945 — Непокорённые — кузнец Зубатов
- 1951 — Тарас Шевченко — священник
- 1954 — Над Черемошем — дед
- 1955 — Приключения с пиджаком Тарапуньки — рыбак
- 1956 — Когда поют соловьи — пастух
- 1956 — Костер бессмертия
- 1956 — Кровавый рассвет — мужик
- 1956 — Триста лет тому… (фильм) — Ян
- 1957 — Гори, моя звезда — комендант
- 1957 — Ласточка — рыбак
- 1957 — Штепсель женит Тарапуньку
- 1958 — Атаман Кодр — Прохор
- 1958 — Военная тайна — Гейка
- 1958 — Волшебная ночь — дед Свирид
- 1958 — Гроза над полями — выборный
- 1958 — Обгоняющая ветер — эпизод
- 1958 — Тихий Дон — дед Сашка
- 1958 — Ч. П. — Чрезвычайное происшествие — Харитоненко, кок
- 1958—1960 Киевлянка — арсеналец
- 1959 — Друзья-товарищи — дед Пахом
- 1959 — Любой ценой — партизан
- 1959 — Таврия — дед Левко
- 1960 — Грозные ночи — эпизод
- 1960 — Рождённые жить
- 1960 — Свет в окне — эпизод
- 1961 — Вечера на хуторе близ Диканьки — Ткач Шапуваленко
- 1961 — Годы девичьи
- 1961 — Разноцветные камушки — продавец
- 1961 — Украинская рапсодия
- 1962 — Большая дорога — эпизод
- 1962 — Молчат только статуи — эпизод
- 1962 — Путешествие в апрель
- 1963 — Наймичка — эпизод
- 1964 — Карты (короткометражный)
- 1964 — Сказка о Мальчише-Кибальчише — генерал Буржуинов
- 1964 — Сон — крепостной
- 1965 — Акваланги на дне — Лев Петрович, администратор
- 1965 — Одиночество — Фома
- 1965 — Хочу верить — сосед тети Дуси
- 1966 — Их знали только в лицо — эпизод
- 1967 — Вий — Оверко
- 1967 — Война под крышами — дедушка
- 1968 — Ошибка Оноре де Бальзака
- 1968 — Скоро придёт весна — главная роль
- 1969 — Сокровища пылающих скал — дядя Саша, кок
- 1969 — Сотвори бой — дед Алесь
- 1969 — Сыновья уходят в бой — дедушка
- 1970 — В тридевятом царстве… — эпизод (пожилой лакей)
- 1970 — Меж высоких хлебов — дед Матвей
- 1970/1971/1972 — Руины стреляют... — эпизод
- 1972 — Пропавшая грамота — дьяк-рассказчик
- 1973 — Горя бояться — счастья не видать
- 1973 — Мальчишку звали Капитаном — Железняк, он же Андрей Иванович Воронин
- 1973 — Старая крепость — сторож
- 1973 — Новоселье — Фёдор Степанович, отец Варвары
- 1974 — Поцелуй Чаниты — дядюшка Филиппе
- 1975 — Время-не-ждёт
- 1977 — Право на любовь — Курский